# Jasraj
Pandit Jasraj (en hindi: पण्डित जसराज) (Distrito de Hisar, Haryana, India, 28 de enero de 1930 - Nueva Jersey, Estados Unidos, 17 de agosto de 2020) fue un cantante indio de música clásica, considerado el máximo exponente de la Gharana Mewati de música clásica indostánica.

## Biografía
Jasraj nació en Hisar, Haryana en el seno de una familia ortodoxa y brahmán, además hijo de Pandit Motiramji, un exponente de la música clásica. Su familia fue conocida por interpretar ritmos tradicionales de la India, como el estilo Mewati Gharana. Motiramji murió cuando Jasraj solo contaba unos cuatro años de edad, el día en que iba a ser nominado como uno de los músicos más destacados del estado en la corte de Nizam.

## Carrera
La carrera musical de Jasraj como cantante, inició incursionando en la vocalización de perfecta dicción y claridad, aplicando el género musical tradicional de Gharana Mewati y de Khayal. Su mayor contribución en la música clásica de la India, fue su concepción de una jugalbandi única y novedosa, al estilo del antiguo sistema de Moorchana, entre un hombre y una vocalista femenina, cada uno de ellos interpretando en sus respectivas escalas y diferentes rasgos, al mismo tiempo. 

## Premios
- 2000, Padma Vibhushan, (arte, música; clásica, vocal).
- 1987, Premio Académico Sangeet Natak
- Sangeet Kala Ratna
- Premio Maestro Dinanath Mangeshkar
- Lata Mangeshkar Puraskar
- Maharashtra Gaurav Puraskar más seguro Gurú.
- 2008, Swathi Sangeetha Puraskaram.
- 2010, Sangeet Natak Akademi Fellowship.
- Premio Marwar Sangeet.

## Discografía
- Raga Symphony (2009)
- Baiju Bawra (2008)
- Upasana (2007)
- Tapasya Vol. 1 (2005)
- Darbar (2003)
- Maheshwara Mantra (2002)
- Soul Food (2005)
- Jasraj, Pandit Vol. 2 - Haveli Sangeet
- Inspiration (2000)
- Ragas Triveni and Multani Live
- Ragas Bihada and Gaud Giri Malhar
- Worship By Music/Live Stuggart '88
- Ornamental Voice

Filmografía
- Ladki Sahyadri Ki (1966, music by Vasant Desai)
- Birbal My Brother (1973, music by Shyam Prabhakar)
- 1920 (2008, music by Adnan Sami)

## Galería de fotos

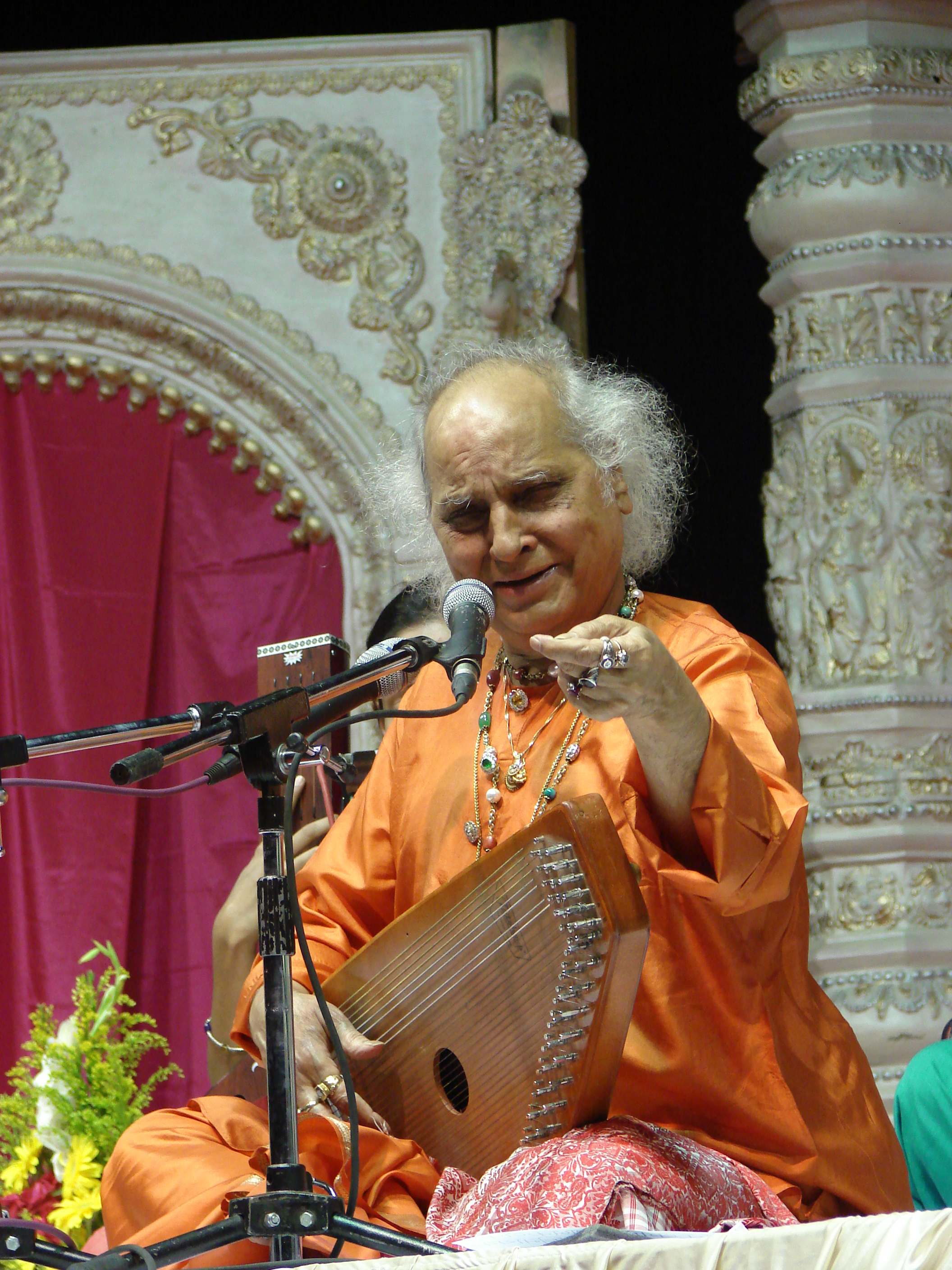
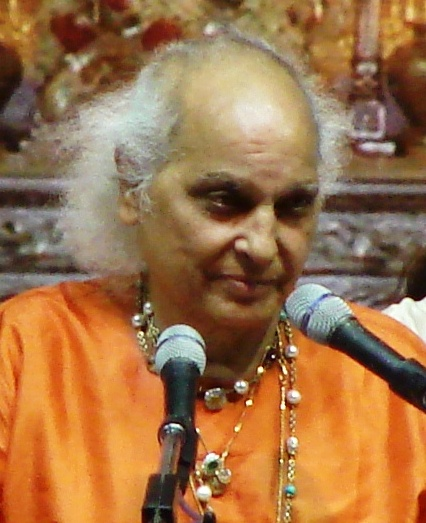
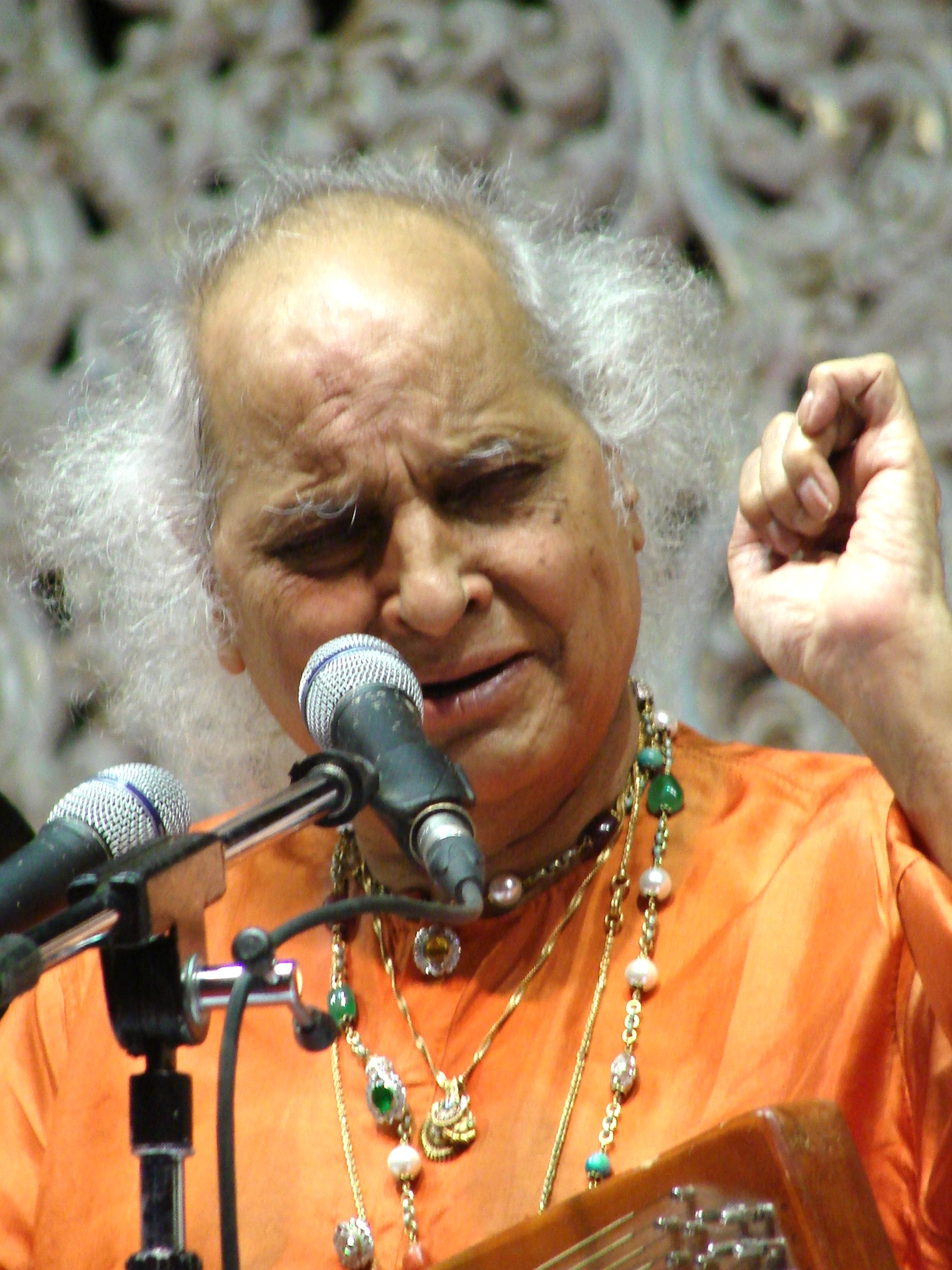
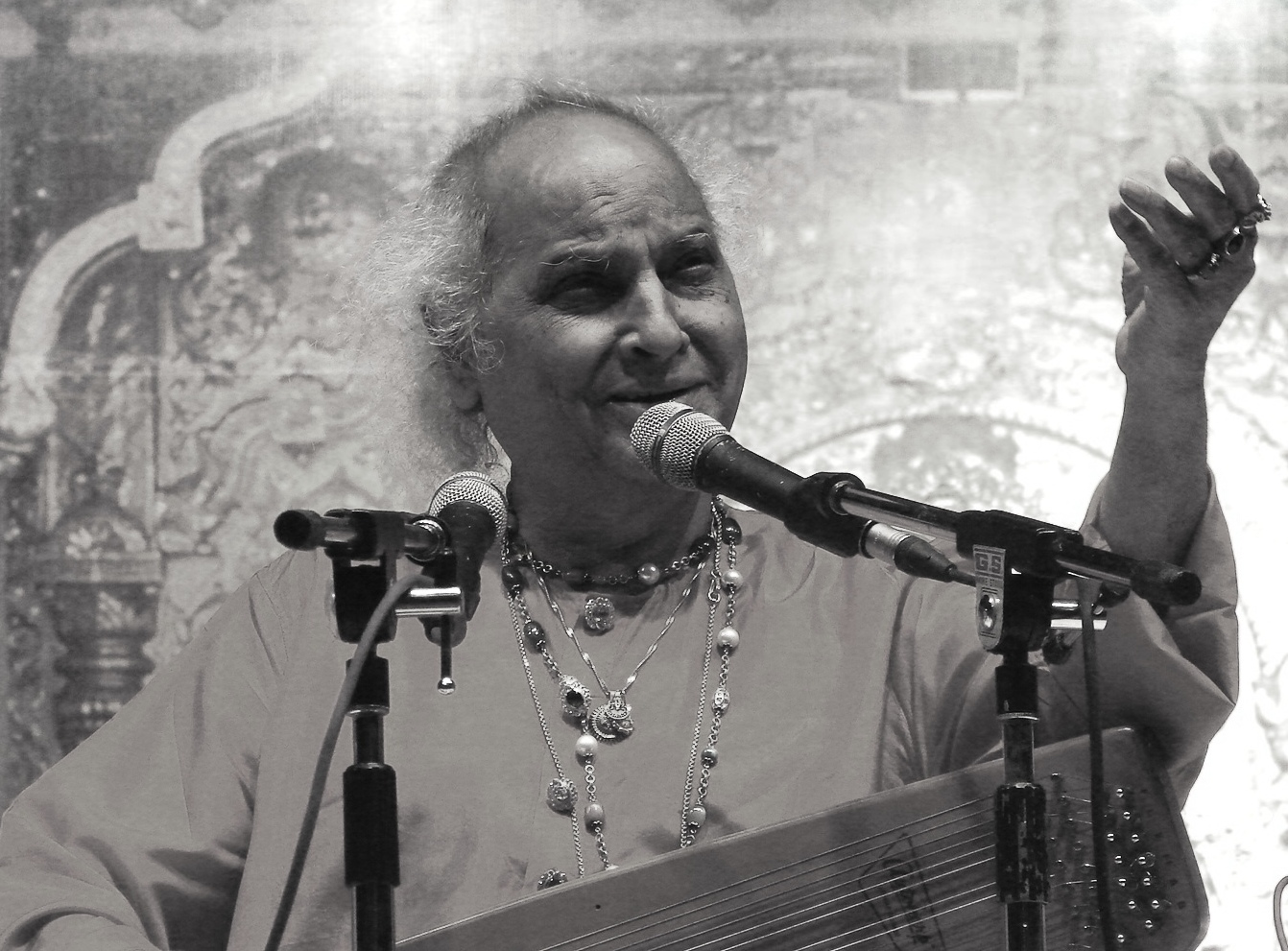
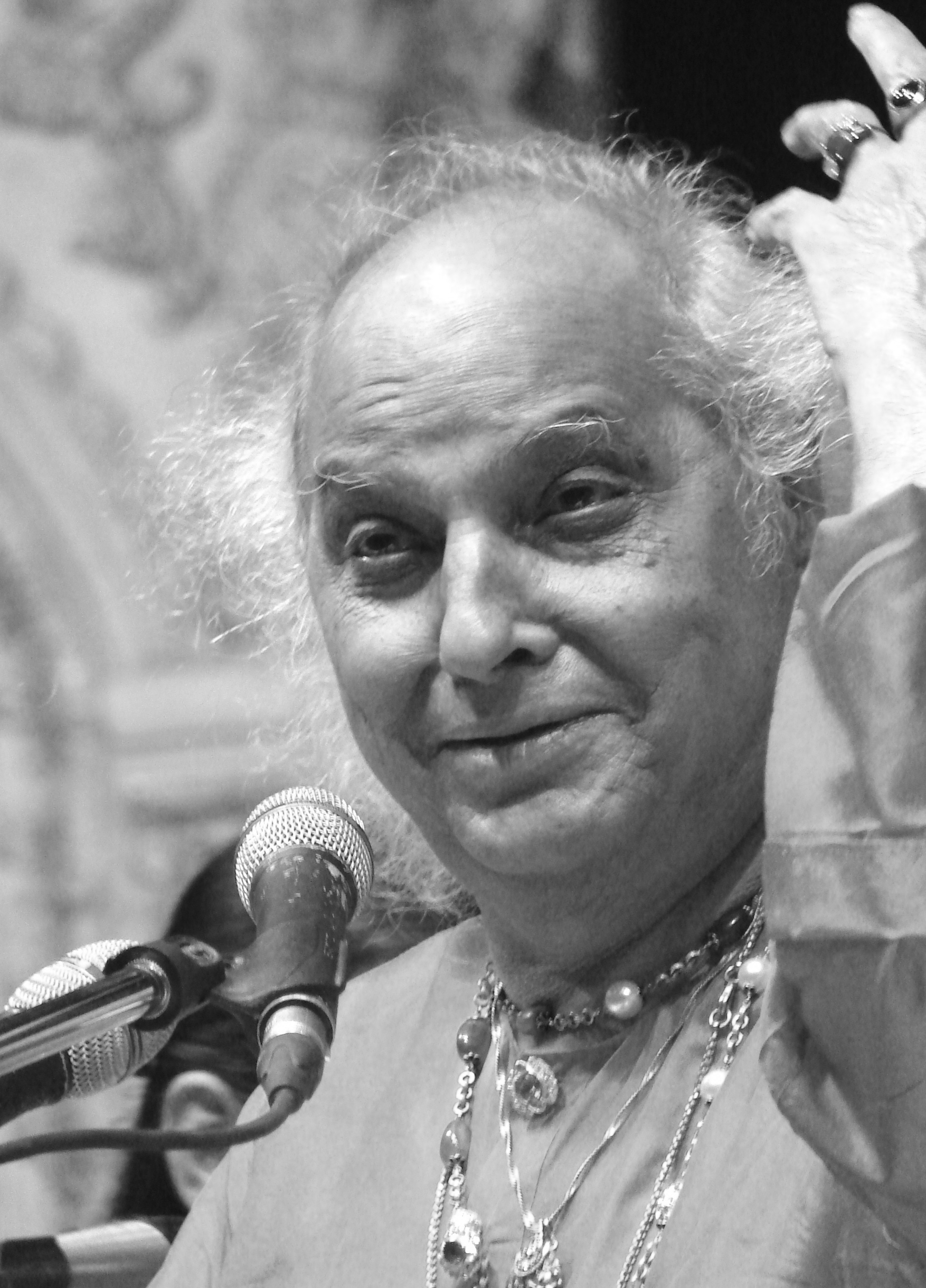
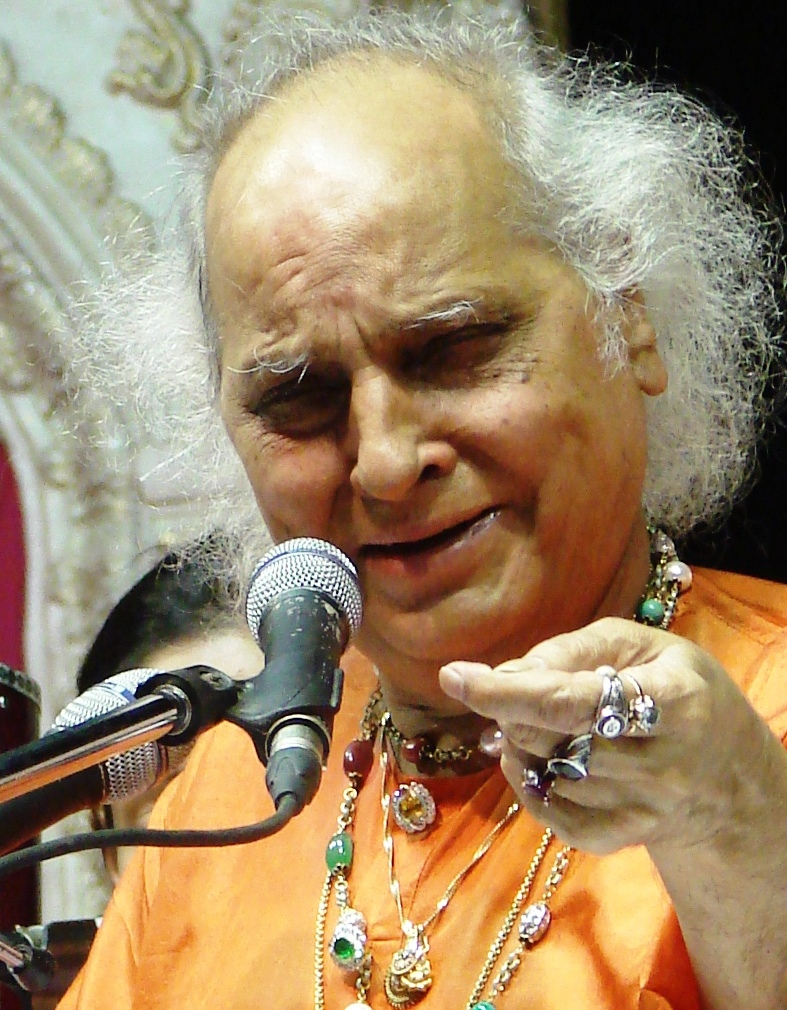